# Anarene (Texas)
Anarene est une ville fantôme située au sud de la partie centrale du comté d'Archer, au Texas du Nord, aux États-Unis,. Elle est fondée en 1908, en bordure de la voie ferrée du Wichita Falls and Southern Railroad. Selon le Texas Almanac (en), sa population, en 1929, était de 100 habitants, mais en 1933, elle avait chuté à 20 habitants. La ligne ferroviaire est fermée en 1951 et le bureau postal en 1955. La ville sert de décor au film de 1971 La Dernière Séance.